# Blåbärskardarspindel
Blåbärskardarspindel (Dictyna alaskae) är en spindelart som beskrevs av Chamberlin och Ivie 1947. Blåbärskardarspindel ingår i släktet Dictyna och familjen kardarspindlar. Arten är reproducerande i Sverige. Inga underarter finns listade.